# 엄복동 (드라마)
《엄복동》은 MBC에서 1983년 8월 15일에 방영된 8.15 특집 드라마이다. 1920년 자전거 하나로 민족의 자긍심을 올렸던 자전거 영웅인 엄복동의 일대기를 그린 스포츠 드라마이다.

## 줄거리
오장동에서 태어난 엄복동은 가죽가공일을 하는 아버지의 반대에도 불구하고 일본인 자전거포에서 조수일을 시작한다. 밤이면 주인 몰래 끌고 나와 밤새도록 연습하며 자전거에 미쳐 산다. 그가 22살이 되어 전국대회에서 쟁쟁한 일본선수를 물리치고 우승하게 된다. 전국에 이름을 알리게 되고 만주대련대회에서도 일본인과 중국인을 물리치게 된다.

## 출연진
- 나영진
- 김상순
- 송경철
- 김수미
- 박순천
- 신금매
- 정애리
- 이영달
- 변희봉